# Justus Thigpen
Justus Thigpen sr. (Flint, 13 agosto 1947) è un ex cestista statunitense, professionista nella ABA e nella NBA.
È il padre di Justus Thigpen jr.

## Carriera
Venne selezionato dai San Diego Rockets all'undicesimo giro del Draft NBA 1969 (147ª scelta assoluta).